# 결혼 반지

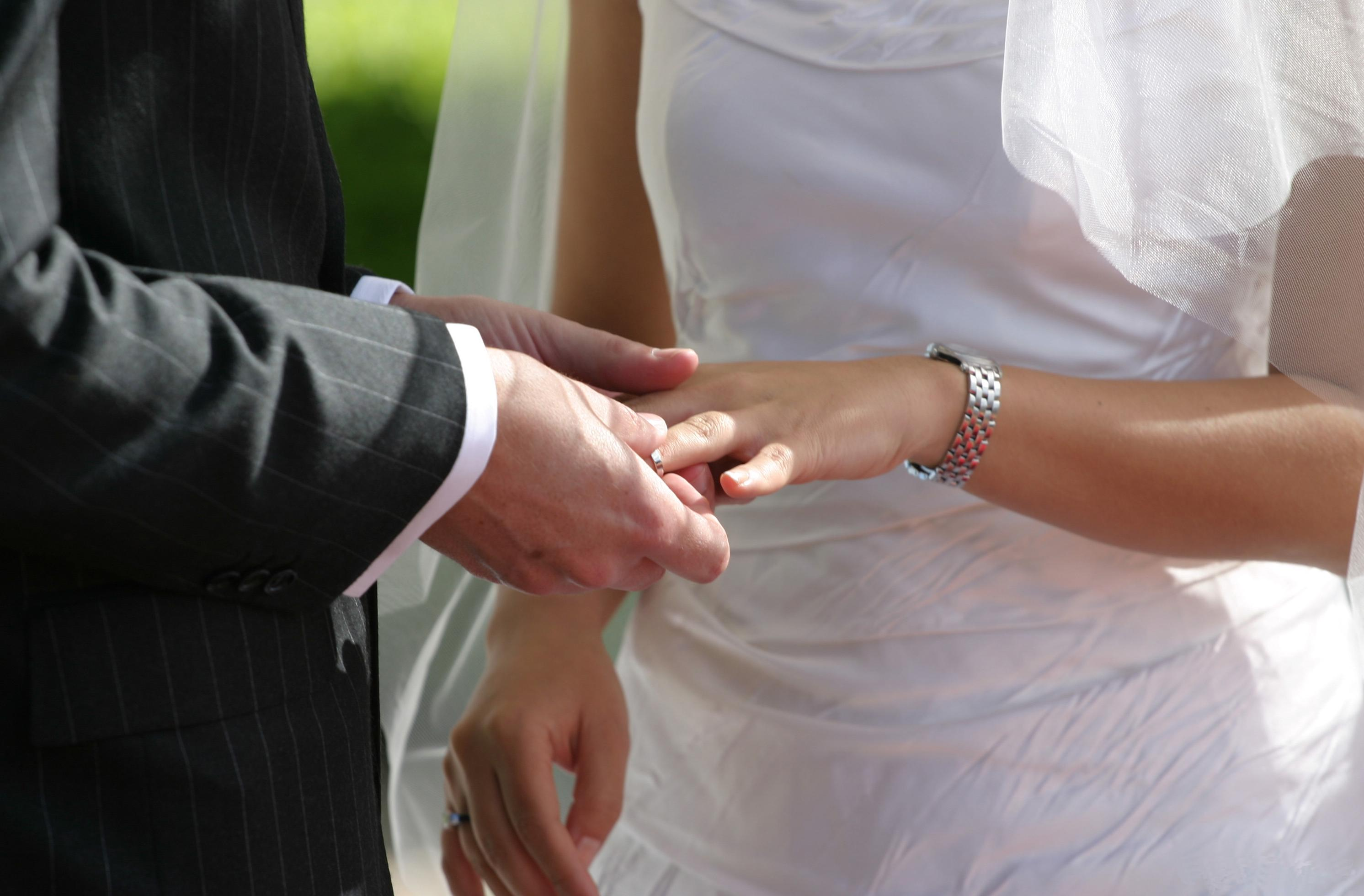
결혼 반지

결혼 반지(結婚斑指)는 결혼 할 때 부부가 서로 주고 받는 반지이다.
결혼 반지는 착용자가 결혼했음을 나타내는 손가락 반지이다. 이 물건은 일반적으로 금속, 전통적으로 금 또는 다른 귀금속으로 단조된다. 반지는 결혼 중에 고대 로마에서 사용되었지만, 결혼 중에 반지를 교환하는 현대 관행은 기독교 기원을 가지고 있다.
문화에 따라 결혼 반지는 일반적으로 왼쪽 약지 바닥에 착용한다. 착용자가 왼손잡이라면 종종 오른손으로 갈 것이다. 약지는 사랑의 정맥(vena amoris)으로 알려진 전통적인 믿음과 관련이 있다고 널리 주장된다. 많은 배우자들이 결혼 반지를 밤낮으로 착용하기 때문에 반지를 빼도 피부에 패인 자국이 보인다.
최근에는 웨딩밴드 혹은 웨딩링으로 통칭해 부르기도 한다.

## 같이 보기
- 클라다 링
- 구애
- 약혼 반지
- 스마트링
- 사랑
- 약손가락